# Пирамида Хенджера
29°49′56″ с. ш. 31°13′26″ в. д.

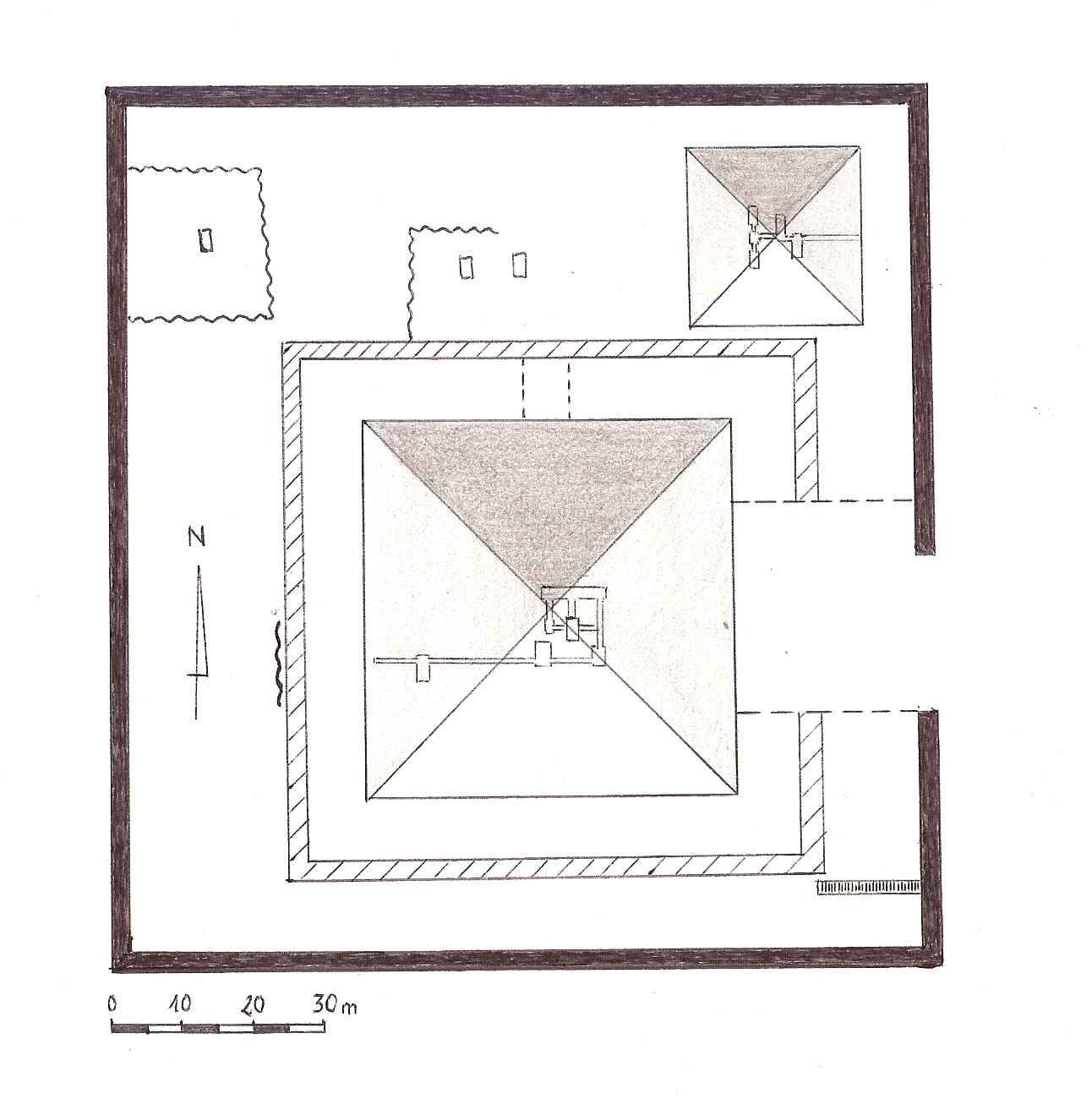
План комплекса пирамиды

Пирамида Хенджера — была построена для захоронения фараона XIII династии Хенджера, правившего Египтом ок. 1760 г до н.э. во время второго переходного периода. Пирамида является частью более крупного комплекса, включающего заупокойный храм, часовню, две ограды и пирамиду-спутник, первоначально имела высоту 37 метров, а теперь полностью разрушена. Пирамида была исследована во время раскопок под руководством Гюстава Жекье в 1929 году, в результате которых было установлено, что она была закончена при жизни Хенджера. Это единственная пирамида, построенная во времена XIII династии.

## Раскопки
Первые исследования пирамиды Хенджера были предприняты в середине 19 века Карлом Рихардом Лепсиусом, включившего пирамиду в свой список под номером XLIV. Пирамида была раскопана Гюставом Жекье с 1929 по 1931 год, а отчёт о раскопках был опубликован через два года, в 1933 году.

## Пирамидальный комплекс
Комплекс пирамиды Хенджера расположен между пирамидой Пепи I и пирамидой Сенусерта III в Южной Саккаре. Главная пирамида в настоящее время разрушена, отчасти из-за раскопок Г. Жекье, и теперь возвышается над песком пустыни на один метр.

### Стены комплекса
Пирамидальный комплекс состоит из главной пирамиды, окружённой двумя стенами. Наружная построена из сырцового кирпича, в её северо-восточном углу находилась небольшая пирамида-спутник, единственная известная пирамида XIII династии. Внутренняя стена была построена из известняка и украшена нишами и панелями. Она заменила более раннюю волнистую стену из сырцового кирпича, что побудило Райнера Штадельмана предположить, что волнистая стена была построена как временная замена более трудоёмкой но предпочтительной стены с нишами. В юго-восточном углу стены находится заблокированная незаконченная лестница, которая могла быть частью более ранних планов по созданию помещений пирамиды или частью неоконченной южной гробницы, предназначенной для Ка покойного царя.

### Северная часовня

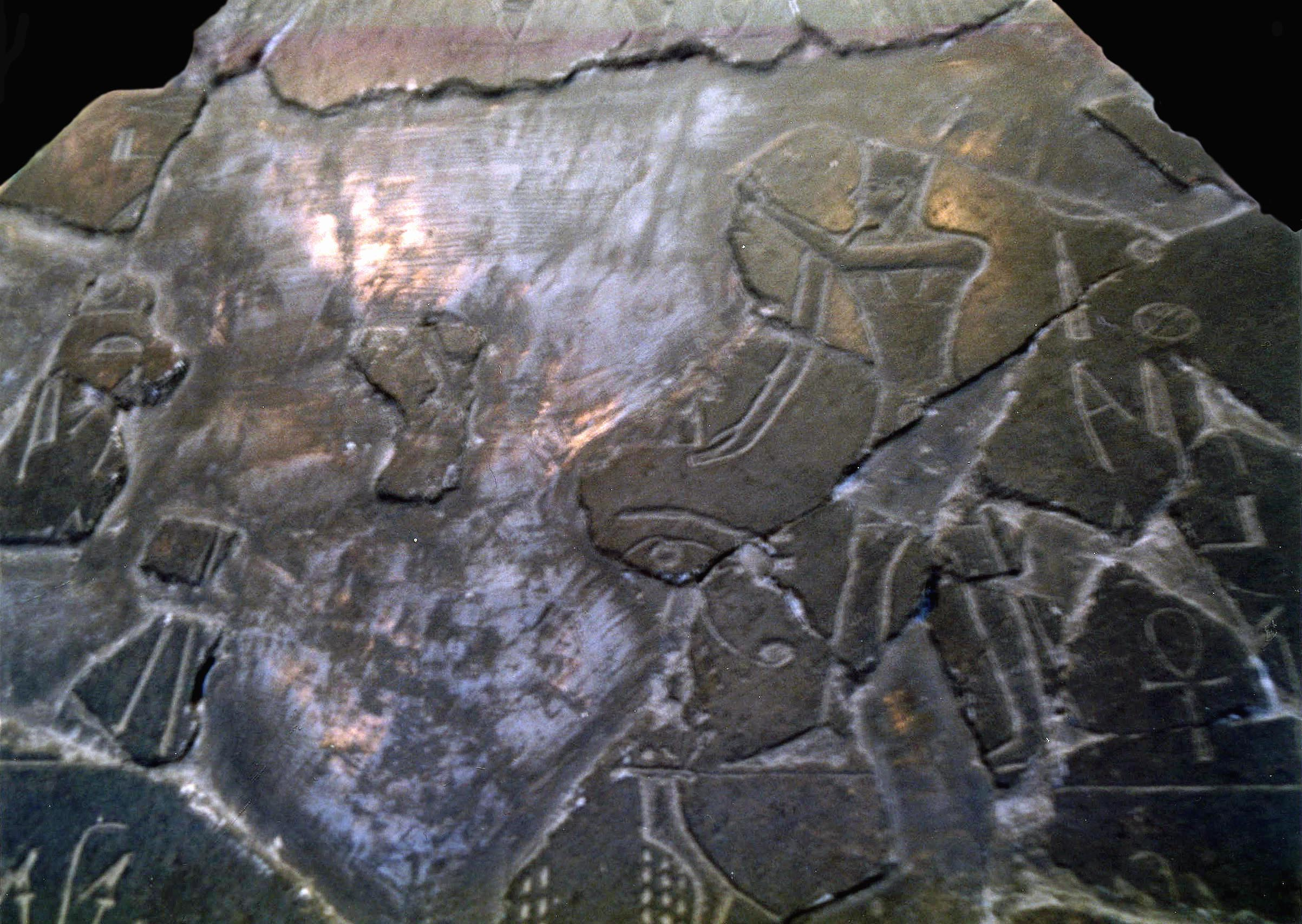
Восточная часть пирамидиона пирамиды Хенджера, на которой изображён фараон с Атумом и Ра Египетский музей, Каир, JE 53045

Непосредственно с северной гранью главной пирамиды, на дворе, окружённом внутренней оградой, была построена небольшая часовня. Часовня находилась на платформе, попасть на которую можно было по двум лестницам. В северной стене часовни находилась ложная дверь из жёлтого кварцита. Расположение этой двери было необычным, поскольку она должна была находится на стене, ближайшей к пирамиде, то есть, с другой стороны. На немногих сохранившихся фрагментах рельефа из часовни изображены стандартные сцены с жертвоприношениями.

### Заупокойный храм
На восточной стороне пирамиды располагался заупокойный храм, выходивший за обе стены ограждения. Это позволило разместить внешнюю часть храма за пределами комплекса, а внутреннее святилище — внутри огороженной территории. От храма осталось очень мало: куски рельефов и колонн, а также части мостовой.

## Главная пирамида

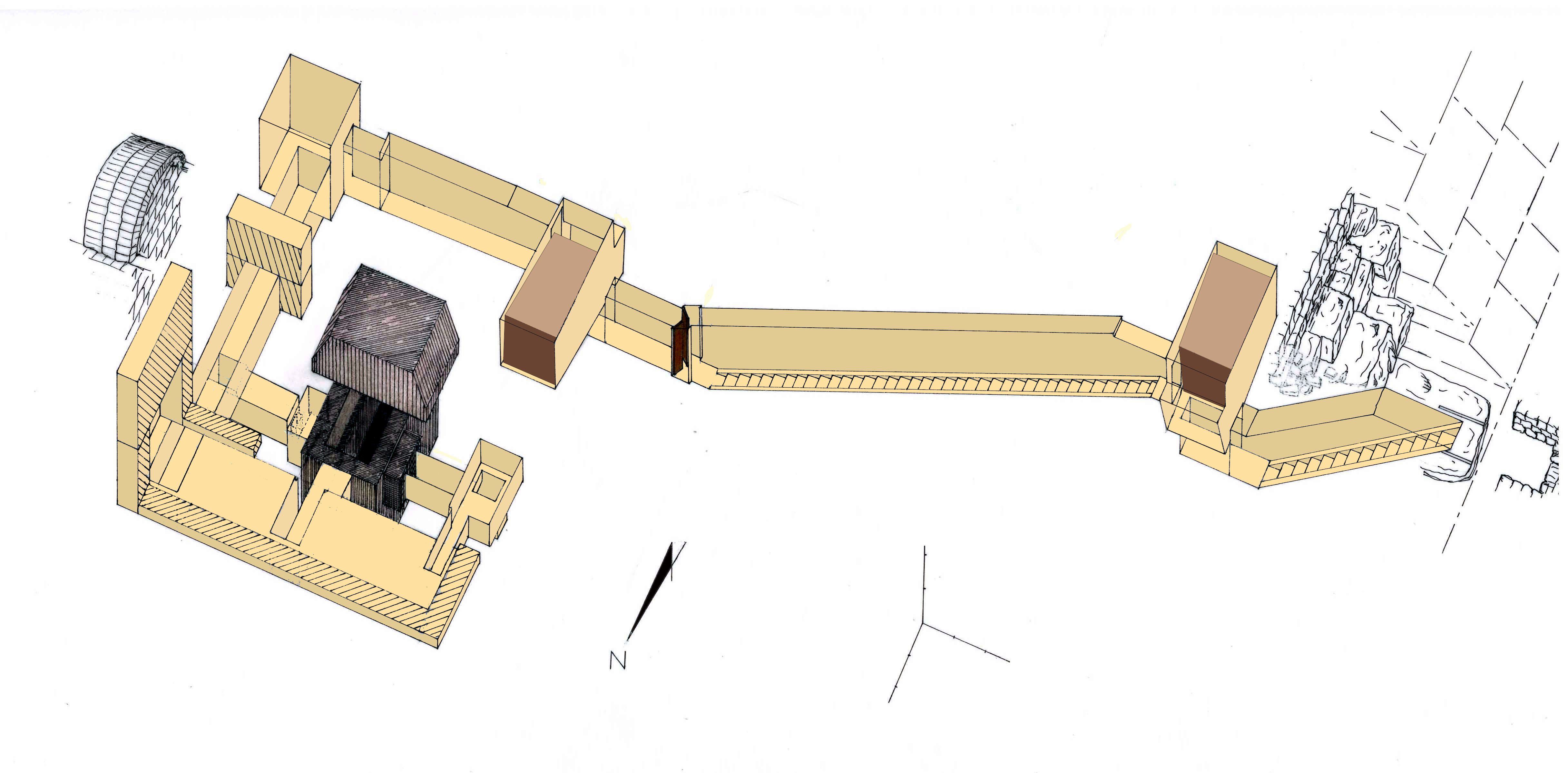
План подземных помещений пирамиды, показаны открытые гранитные порткулисы.

Первоначально, пирамида имела высоту 70 царских локтей, что составляет около 37 метров. Пирамида была построена из сырцового кирпича, с облицовкой из известняка с опорными камнями. Облицовка была разграблена, в результате чего ядро осталось незащищённым, и сильно пострадала со временем. Сейчас пострадавшая из-за эрозии пирамида возвышается всего на один метр.
В восточной части комплекса был найден фрагментированный пирамидион из чёрного гранита, восстановленный Г. Жекье. Сейчас он выставлен в Египетском музее в Каире. Пирамидион украшен рельефами, на которых изображён совершающий подношения Хенджер, также на нём начертан преномен «Усеркара» (Силён Ка Ра), являющийся тронным именем Хенджера.
Вход в помещения находится у основания южного конца западной стороны пирамиды. Лестница с тринадцатью ступенями ведёт к камере, в которой находится большая гранитная порткулиса, похожая на те, что встречаются в пирамидах Мазгуна, также датируемых средним царством. Порткулиса изначально предназначалась для того, чтобы преградить путь в погребальную камеру, но так и не была установлена поперёк прохода. За порткулисой находится ещё одна лестница с тридцатью девятью ступенями, спускающаяся к закрытой двустворчатой двери. За дверью находится вторая камера с решёткой, также оставленной открытой. Далее можно пройти в небольшой вестибюль, а оттуда — в следующий коридор, доступ к которому был скрыт под мощением пола вестибюля. Этот коридор ведёт в погребальную камеру.

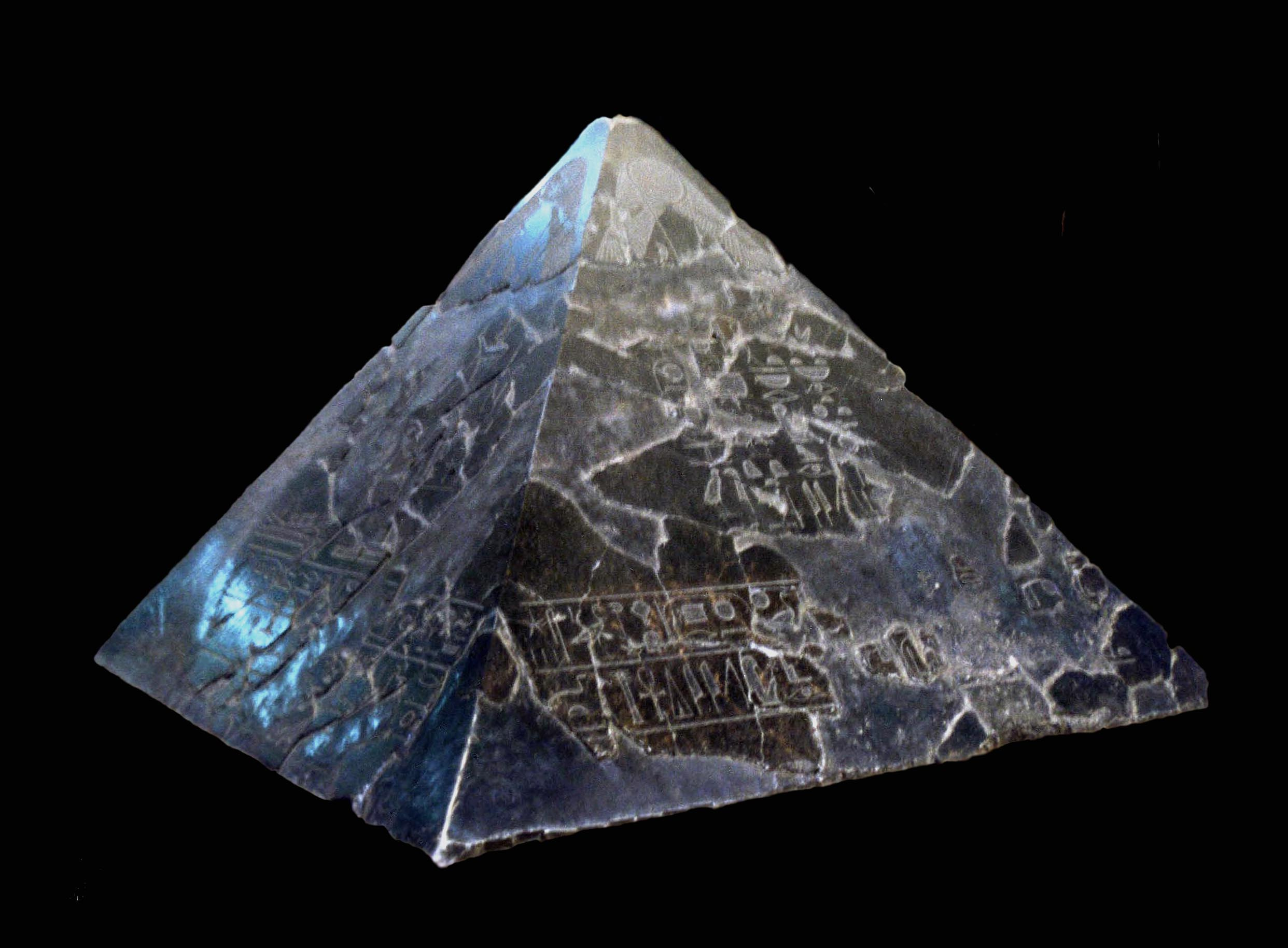
Пирамидион с пирамиды Хенджера, Египетский музей, JE 53045.

Вторая камера с порткулисой, вестибюль и коридор были построены в углу большой вырытой в земле траншеи. Погребальная камера, сделанная из колоссального кварцитового блока, была помещена в траншею до начала строительства пирамиды, подобно погребальной камере Аменемхета III в Хаваре. Вес кварцитового блока был оценён Г. Жекье в 150 тонн. Блок был разделён на два отсека, предназначенных для размещения саркофага фараона, канопов и погребальных принадлежностей. Две большие кварцитовые балки весом 60 тонн образовывали его крышу. После того, как блок и его крыша были установлены на место, рабочие построили остроконечную крышу из известняковых балок и кирпичный вод над ним, чтобы облегчит вес пирамиды. Механизм закрытия свода состоял из заполненных песком шахт, на которые опирались подпорки северной стороны перекрытия. Его опустили на свод при удалении песка. Удалив весь песок, рабочие вышли через коридор, который они заполнили каменной кладкой и вымостии его проём в вестибюле.

## Пирамида-спутник

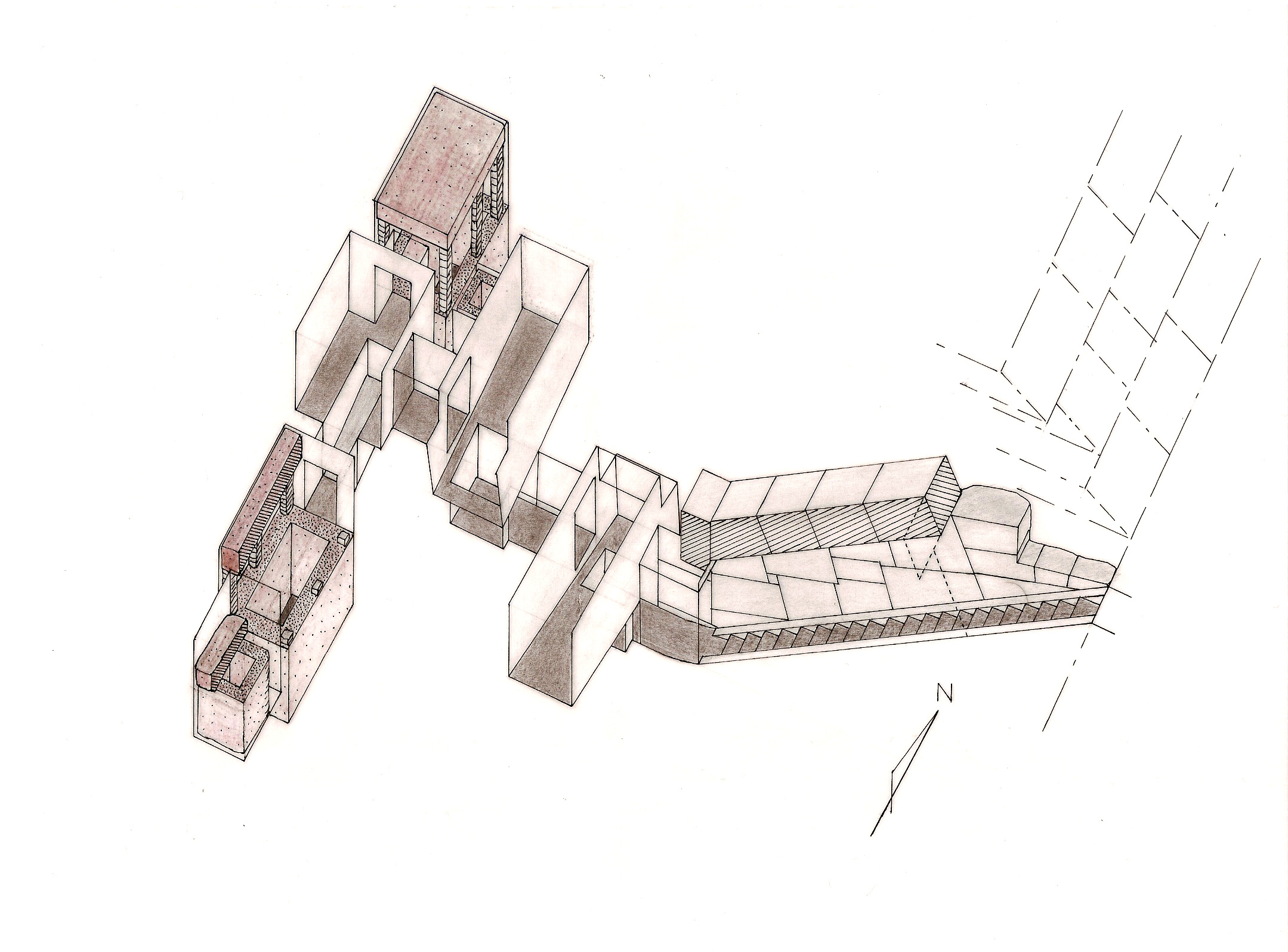
Помещения пирамиды-спутника.

В северо-восточном углу комплекса пирамиды Хенджера находится небольшая пирамида-спутник, созданная, как полагают, для захоронения двух жён фараона. Г. Жекье также обнаружил неподалёку две шахтные гробницы, которые, возможно, были подготовлены для других членов семьи фараона. Вход в помещения этой пирамиды лежит в основании её восточной стороны. Небольшая лестница ведёт к двум камерам с порткулисой, аналогичным тем, что находятся в главной пирамиде. Здесь порткулисы также остались открытыми. За ними находится вестибюль, разветвляющийся на север и на юг, к двум погребальным камерам, выложенным каменной кладкой, и в обеих находится большой кварцитовый ковчег. Крышки ковчегов были обнаружены подпёртыми блоками, как и должно быть до любого захоронения. таким образом, два ковчега, скорее всего, так и не поставили на место и не использовали.
Вероятно, их испоьзованию помешал какой-то неожиданный поворот событий, хотя нет ничего прямо указывающего на то, что фараон не был похоронен в главной пирамиде, как и было запланировано. Однако, в недавнем исследовании второго переходного периода египтолог Ким Рихолт заключает, что трон узурпировал преемник Хенджера Сменхкара Имирмеша.